# اما هیگینز
اما هیگینز (انگلیسی: Emma Higgins؛ زادهٔ ۱۵ مهٔ ۱۹۸۶) بازیکن فوتبال اهل بریتانیا است.
وی همچنین در تیم ملی فوتبال Northern Ireland بازی کرده‌است.